# Guillaume Dufay

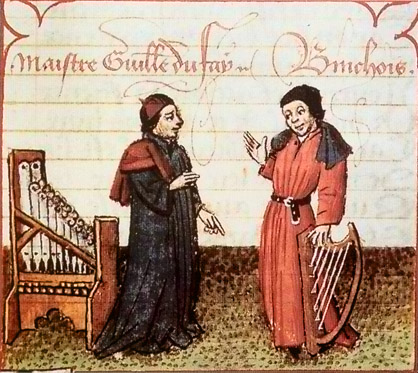
Guillaume Dufay (stânga) cu Gilles Binchois (dreapta).

Guillaume Dufay (aproximativ 1397–1474) a fost un compozitor din renașterea timpurie asociat cu ducatul Burgundiei. 
A compus muzică sacră (muzică corală pentru liturghia de rit catolic, motete) și laică (rondel, baladă, virelai, etc.). 
A fost unul din primii compozitori care a utilizat cântul gregorian (uneori în formă de parafrază) în rol de melodie la care a adăugat un acompaniament (vocal) omofonic.
1. ↑  Guillaume Dufay, Musicalics
2. ↑  Guillaume Dufay, Gran Enciclopèdia Catalana
3. ↑  Guillaume Dufay, Autoritatea BnF
4. ↑  Find a Grave, accesat în 30 august 2019
5. ↑  Guillaume DUFAY, Dictionnaire des Wallons, accesat în 9 octombrie 2017
6. ↑  „Guillaume Dufay”, Gemeinsame Normdatei, accesat în 31 decembrie 2014
7. ↑  CONOR.SI[*] Verificați valoarea |titlelink= (ajutor)